# John Kordic
John Nick Kordic (* 22. März 1965 in Edmonton, Alberta; † 8. August 1992 in Quebec City, Québec) war ein kanadischer Eishockeyspieler. Als klassischer Enforcer absolvierte der rechte Flügelstürmer 285 Spiele für die Canadiens de Montréal, Toronto Maple Leafs, Washington Capitals und Nordiques de Québec in der National Hockey League. Dabei gewann er mit den Canadiens in den Playoffs 1986 den Stanley Cup. Er verstarb im Alter von 27 Jahren nach jahrelangem Drogenkonsum.

## Karriere
John Kordic spielte in seiner Jugend für die Edmonton Pats in seiner Heimatstadt, bevor er zur Saison 1982/83 zu den Portland Winter Hawks in die Western Hockey League (WHL) wechselte, die ranghöchste Juniorenliga der Region. Mit den Winter Hawks gewann er in seinem ersten Jahr als Gastgeber den Memorial Cup, bevor er im NHL Entry Draft 1983 an 78. Position von den Canadiens de Montréal ausgewählt wurde. Anschließend spielte er zwei weitere Jahre im Nachwuchsbereich, wobei er während der Saison 1984/85 im Tausch für Jim Agnew zu den Seattle Breakers wechselte.
1985 gelang Kordic der Sprung in den Profibereich, wobei er erst hier zum Flügelstürmer und Enforcer umfunktioniert wurde, so hatte er zuvor im Juniorenbereich als Verteidiger gespielt. Mit den Canadiens gewann er am Ende seiner ersten Saison als Rookie in den Playoffs 1986 den Stanley Cup. Zugleich kam er regelmäßig bei deren Farmteam, den Canadiens de Sherbrooke, in der American Hockey League (AHL) zum Einsatz und gewann mit der Mannschaft 1985 die AHL-Playoffs um den Calder Cup. Zur Saison 1987/88 etablierte sich der Kanadier in Montréals NHL-Aufgebot, wurde jedoch im Folgejahr im November 1988 samt einem Sechstrunden-Wahlrecht im NHL Entry Draft 1989 an die Toronto Maple Leafs abgegeben. Im Gegenzug erhielten die Canadiens Russ Courtnall.
Im Trikot der Maple Leafs wurde Kordic im Dezember 1988 für zehn Partien gesperrt, nachdem er Keith Acton in einem Spiel gegen die Edmonton Oilers mit einem Cross-Check die Nase gebrochen hatte. In der Saison 1989/90 platzierte sich der Angreifer mit 252 Strafminuten ligaweit auf Rang zwei hinter Brian Curran, obwohl er nur 55 Spiele absolviert hatte. Von Toronto wurde er im Januar 1991 mitsamt Paul Fenton zu den Washington Capitals geschickt, die dafür ein Fünftrunden-Wahlrecht für den NHL Entry Draft 1991 zu den Maple Leafs transferierten. Bei den Capitals beendete er die Saison, erhielt aber keinen weiterführenden Vertrag, sodass er sich im Oktober 1991 als Free Agent den Nordiques de Québec anschloss. Dort lief der Kanadier bis Dezember 1991 auf, wechselte aber in der Folge zu den Edmonton Oilers, die ihn mit einem AHL-Vertrag ausstatteten und bis zum Ende der Spielzeit bei den Cape Breton Oilers einsetzten.
Insgesamt hatte Kordic 285 NHL-Spiele absolviert und dabei 42 Scorerpunkte sowie 1128 Strafminuten verzeichnet.

## Todesumstände
Am Abend des 8. August 1992 mietete Kordic ein Zimmer des Motels „Maxim“ in L’Ancienne-Lorette, Québec. Im Laufe des Abends fiel er dort durch äußerst aggressives Verhalten auf, so zerstörte er Teile seiner Zimmereinrichtung und beleidigte das Personal. Als es zwei hinzugerufenen Polizisten nicht gelang, Kordic zu beruhigen, wurde er nach Eintreffen von sieben weiteren Beamten überwältigt und verhaftet. Aufgrund seines agitierten Verhaltens wurde ein Rettungswagen gerufen, um ihn ins Krankenhaus der Universität Laval zu befördern. Auf dem Weg dorthin erlitt er einen Kreislaufstillstand, in dessen Folge er trotz erfolgter Herz-Lungen-Wiederbelebung 30 Minuten nach Ankunft in der Klinik für tot erklärt wurde. Die Obduktion führte akutes Herzversagen als Todesursache an. Kordic wurde in seiner Heimat Edmonton beigesetzt.
Nach seinem Tod wurde bekannt, dass Kordic bereits seit längerer Zeit anabole Steroide („Anabolika“) genutzt hat, um seiner Rolle auf dem Eis gerecht zu werden. Zum Zeitpunkt seines Todes soll sein Körpergewicht über zehn Kilogramm mehr betragen haben, als offiziell bei Spielen gelistet wurde. In seinem Hotelzimmer wurden 40 Spritzen und etwa acht Flaschen Steroide gefunden, während in der Obduktion diverse Einstichstellen zutage tragen. Darüber hinaus wurde berichtet, dass der Kanadier kokainabhängig gewesen sei und regelmäßig größere Mengen Alkohol konsumiert habe, sodass ein Zusammenspiel aller drei Drogen bei seinem Tod seitens der Polizei diskutiert wurde. Seine Kokain- und Alkohol-Problematik war innerhalb der NHL bekannt, so wurde er im Sommer 1990 von den Maple Leafs ermutigt, sich einer Therapie zu unterziehen, während die Capitals ihn zweimal suspendiert und an eine Entzugsklinik in Minnesota verwiesen hatten. Nicht zuletzt berichtete seine Verlobte auch von depressiven Episoden, insbesondere nach dem Tod seines Vaters im Jahre 1989.
Sein Leben wird in dem von Mark Zwolinski verfassten Buch „The John Kordic Story – The Fight of his Life“ behandelt.

## Erfolge und Auszeichnungen
- 1983 Memorial-Cup-Gewinn mit den Portland Winter Hawks
- 1985 WHL West Second All-Star Team
- 1985 Calder-Cup-Gewinn mit den Canadiens de Sherbrooke
- 1986 Stanley-Cup-Gewinn mit den Canadiens de Montréal

## Familie
Sein Bruder Dan Kordic war in den 1990er Jahren ebenfalls in der NHL aktiv. Auch seine Nichte Nicole Gass ist Eishockeyspielerin und vertrat die Schweiz bei den Olympischen Winterspielen 2018.